# Interlands Zweeds voetbalelftal 1940-1949
Deze pagina toont een chronologisch en gedetailleerd overzicht van de interlands die het Zweeds voetbalelftal heeft gespeeld in de periode 1940 – 1949.

## Interlands

### 1940
|                                                                          |                                           |       |                              |                                                                                     |
| 29 augustus Vriendschappelijk № 227 «onderlinge duels» 18:10 uur (UTC+2) | Finland                                   | 2 – 3 | Zweden                       | Olympisch Stadion, Helsinki Toeschouwers: 15.578 Scheidsrechter: Peco Bauwens (GER) |
| 29 augustus Vriendschappelijk № 227 «onderlinge duels» 18:10 uur (UTC+2) | Kurt Weckström 31' (pen.) Erik Beijar 58' |       | 13', 34', 85' Knut Johansson | Olympisch Stadion, Helsinki Toeschouwers: 15.578 Scheidsrechter: Peco Bauwens (GER) |

|                                                                           |                                                               |       |         |                                                                                   |
| 22 september Vriendschappelijk № 228 «onderlinge duels» 14:00 uur (UTC+1) | Zweden                                                        | 5 – 0 | Finland | Råsundastadion, Solna Toeschouwers: 22.089 Scheidsrechter: Valdemar Laursen (DEN) |
| 22 september Vriendschappelijk № 228 «onderlinge duels» 14:00 uur (UTC+1) | Erik Persson 28' Knut Johansson 58', 59', 74' Gunnar Gren 89' |       |         | Råsundastadion, Solna Toeschouwers: 22.089 Scheidsrechter: Valdemar Laursen (DEN) |

|                                                                        |                      |       |                    |                                                                                 |
| 6 oktober Vriendschappelijk № 229 «onderlinge duels» 14:00 uur (UTC+1) | Zweden               | 1 – 1 | Denemarken         | Råsundastadion, Solna Toeschouwers: 35.902 Scheidsrechter: Bertil Ahlfors (FIN) |
| 6 oktober Vriendschappelijk № 229 «onderlinge duels» 14:00 uur (UTC+1) | Arvid Emanuelsson 5' |       | 6' Børge Mathiesen | Råsundastadion, Solna Toeschouwers: 35.902 Scheidsrechter: Bertil Ahlfors (FIN) |

|                                                                         |                          |       |                                           |                                                                                              |
| 20 oktober Vriendschappelijk № 230 «onderlinge duels» 13:30 uur (UTC+2) | Denemarken               | 3 – 3 | Zweden                                    | Københavns Idrætspark, Denemarken Toeschouwers: 40.600 Scheidsrechter: Einar Lundström (FIN) |
| 20 oktober Vriendschappelijk № 230 «onderlinge duels» 13:30 uur (UTC+2) | Kaj Hansen 23', 37', 41' |       | 13' Sven Jonasson 72', 86' Erik Holmqvist | Københavns Idrætspark, Denemarken Toeschouwers: 40.600 Scheidsrechter: Einar Lundström (FIN) |

### 1941
|                                                                           |                                       |       |                                    |                                                                              |
| 14 september Vriendschappelijk № 231 «onderlinge duels» 14:00 uur (UTC+1) | Zweden                                | 2 – 2 | Denemarken                         | Råsundastadion, Solna Toeschouwers: 35.929 Scheidsrechter: Helmut Fink (GER) |
| 14 september Vriendschappelijk № 231 «onderlinge duels» 14:00 uur (UTC+1) | Henry Karlsson 71' Sven Jacobsson 74' |       | 26' Johannes Pløger 38' Kaj Hansen | Råsundastadion, Solna Toeschouwers: 35.929 Scheidsrechter: Helmut Fink (GER) |

|                                                                        |                                                  |       |                                   |                                                                                   |
| 5 oktober Vriendschappelijk № 232 «onderlinge duels» 14:00 uur (UTC+1) | Zweden                                           | 4 – 2 | Duitsland                         | Råsundastadion, Solna Toeschouwers: 36.532 Scheidsrechter: Valdemar Laursen (DEN) |
| 5 oktober Vriendschappelijk № 232 «onderlinge duels» 14:00 uur (UTC+1) | Nils Karlsson 24', 49', 80' Malte Mårtensson 28' |       | 31' Ernst Lehner 88' Fritz Walter | Råsundastadion, Solna Toeschouwers: 36.532 Scheidsrechter: Valdemar Laursen (DEN) |

|                                                                         |                                    |       |                    |                                                                                            |
| 19 oktober Vriendschappelijk № 233 «onderlinge duels» 13:30 uur (UTC+2) | Denemarken                         | 2 – 1 | Zweden             | Københavns Idrætspark, Denemarken Toeschouwers: 40.933 Scheidsrechter: Max Viinioksa (FIN) |
| 19 oktober Vriendschappelijk № 233 «onderlinge duels» 13:30 uur (UTC+2) | Johannes Pløger 57' Kaj Hansen 77' |       | 61' Erik Holmqvist | Københavns Idrætspark, Denemarken Toeschouwers: 40.933 Scheidsrechter: Max Viinioksa (FIN) |

### 1942
|                                                                      |            |                                                                      |        |                                                                                         |
| 28 juni Vriendschappelijk № 234 «onderlinge duels» 13:30 uur (UTC+2) | Denemarken | 0 – 3                                                                | Zweden | Københavns Idrætspark, Denemarken Toeschouwers: 40.360 Scheidsrechter: Johan Alho (FIN) |
| 28 juni Vriendschappelijk № 234 «onderlinge duels» 13:30 uur (UTC+2) |            | 36' (e.d.) Poul Laurits Hansen 40' Gunnar Nordahl 68' Henry Karlsson |        | Københavns Idrætspark, Denemarken Toeschouwers: 40.360 Scheidsrechter: Johan Alho (FIN) |

|                                                                           |                                      |       |                                                       |                                                                                     |
| 20 september Vriendschappelijk № 235 «onderlinge duels» 16:00 uur (UTC+2) | Duitsland                            | 2 – 3 | Zweden                                                | Olympiastadion, Berlijn Toeschouwers: 90.000 Scheidsrechter: Valdemar Laursen (DEN) |
| 20 september Vriendschappelijk № 235 «onderlinge duels» 16:00 uur (UTC+2) | Ernst Lehner 13' August Klingler 39' |       | 7' Arne Nyberg 44' Nils Karlsson 63' Malte Mårtensson | Olympiastadion, Berlijn Toeschouwers: 90.000 Scheidsrechter: Valdemar Laursen (DEN) |

|                                                                        |                                    |       |                          |                                                                                |
| 4 oktober Vriendschappelijk № 236 «onderlinge duels» 14:00 uur (UTC+1) | Zweden                             | 2 – 1 | Denemarken               | Råsundastadion, Solna Toeschouwers: 36.638 Scheidsrechter: Max Viinioksa (FIN) |
| 4 oktober Vriendschappelijk № 236 «onderlinge duels» 14:00 uur (UTC+1) | Gunnar Gren 27' Gunnar Nordahl 63' |       | 81' (pen.) Arne Sørensen | Råsundastadion, Solna Toeschouwers: 36.638 Scheidsrechter: Max Viinioksa (FIN) |

|                                                                          |                                                              |       |                   |                                                                          |
| 15 november Vriendschappelijk № 237 «onderlinge duels» 14:30 uur (UTC+1) | Zwitserland                                                  | 3 – 1 | Zweden            | Hardturm, Zürich Toeschouwers: 32.000 Scheidsrechter: Peco Bauwens (GER) |
| 15 november Vriendschappelijk № 237 «onderlinge duels» 14:30 uur (UTC+1) | Hans-Peter Friedländer 13' Alfred Bickel 57' Lauro Amadò 67' |       | 68' Börje Leander | Hardturm, Zürich Toeschouwers: 32.000 Scheidsrechter: Peco Bauwens (GER) |

### 1943
|                                                                      |                        |       |             |                                                                               |
| 20 juni Vriendschappelijk № 238 «onderlinge duels» 19:00 uur (UTC+1) | Zweden                 | 1 – 0 | Zwitserland | Råsundastadion, Solna Toeschouwers: 32.500 Scheidsrechter: Josef Larsen (NOR) |
| 20 juni Vriendschappelijk № 238 «onderlinge duels» 19:00 uur (UTC+1) | Karl Erik Sandberg 14' |       |             | Råsundastadion, Solna Toeschouwers: 32.500 Scheidsrechter: Josef Larsen (NOR) |

|                                                                      |                                              |       |                                    |                                                                                         |
| 20 juni Vriendschappelijk № 239 «onderlinge duels» 13:30 uur (UTC+2) | Denemarken                                   | 3 – 2 | Zweden                             | Københavns Idrætspark, Denemarken Toeschouwers: 36.000 Scheidsrechter: Johan Alho (FIN) |
| 20 juni Vriendschappelijk № 239 «onderlinge duels» 13:30 uur (UTC+2) | Kaj Christiansen 9', 47' Johannes Pløger 82' |       | 42' Gunnar Gren 60' Gunnar Nordahl | Københavns Idrætspark, Denemarken Toeschouwers: 36.000 Scheidsrechter: Johan Alho (FIN) |

|                                                                           |                        |       |                                                                     |                                                                                |
| 12 september Vriendschappelijk № 240 «onderlinge duels» 15:00 uur (UTC+1) | Zweden                 | 2 – 3 | Hongarije                                                           | Råsundastadion, Solna Toeschouwers: 38.000 Scheidsrechter: Max Viinioksa (FIN) |
| 12 september Vriendschappelijk № 240 «onderlinge duels» 15:00 uur (UTC+1) | Gunnar Nordahl 8', 40' |       | 11' Gyula Zsengellér 50' Francisc Spielman 76' (e.d.) Börje Leander | Råsundastadion, Solna Toeschouwers: 38.000 Scheidsrechter: Max Viinioksa (FIN) |

|                                                                        |                |       |                    |                                                                                       |
| 3 oktober Vriendschappelijk № 241 «onderlinge duels» 14:00 uur (UTC+2) | Zweden         | 1 – 1 | Finland            | Olympisch Stadion, Helsinki Toeschouwers: 10.604 Scheidsrechter: Bertil Ahlfors (FIN) |
| 3 oktober Vriendschappelijk № 241 «onderlinge duels» 14:00 uur (UTC+2) | Urho Teräs 85' |       | 47' Knut Johansson | Olympisch Stadion, Helsinki Toeschouwers: 10.604 Scheidsrechter: Bertil Ahlfors (FIN) |

|                                                                         |                        |       |                                                                                          |                                                                                     |
| 7 november Vriendschappelijk № 242 «onderlinge duels» 15:00 uur (UTC+1) | Hongarije              | 2 – 7 | Zweden                                                                                   | Üllői úti stadion, Boedapest Toeschouwers: 38.000 Scheidsrechter: Adolf Miesz (GER) |
| 7 november Vriendschappelijk № 242 «onderlinge duels» 15:00 uur (UTC+1) | Ferenc Szusza 22', 45' |       | 14' Henry Karlsson 42', 87' Arne Nyberg 46', 75' Stellan Nilsson 51', 71' Gunnar Nordahl | Üllői úti stadion, Boedapest Toeschouwers: 38.000 Scheidsrechter: Adolf Miesz (GER) |

### 1944
Geen interlands gespeeld.

### 1945
|                                                                      |                                       |       |                    |                                                                                  |
| 24 juni Vriendschappelijk № 243 «onderlinge duels» 18:00 uur (UTC+1) | Denemarken                            | 2 – 1 | Zweden             | Råsundastadion, Solna Toeschouwers: 37.135 Scheidsrechter: Kolbjørn Dæhlen (NOR) |
| 24 juni Vriendschappelijk № 243 «onderlinge duels» 18:00 uur (UTC+1) | Gunnar Nordahl 24' Erik Holmqvist 80' |       | 12' Helmuth Søbirk | Råsundastadion, Solna Toeschouwers: 37.135 Scheidsrechter: Kolbjørn Dæhlen (NOR) |

|                                                                     |                                          |       |                                                               |                                                                                              |
| 1 juli Vriendschappelijk № 244 «onderlinge duels» 13:30 uur (UTC+2) | Denemarken                               | 3 – 4 | Zweden                                                        | Københavns Idrætspark, Denemarken Toeschouwers: 39.000 Scheidsrechter: Thorleif Nordbø (NOR) |
| 1 juli Vriendschappelijk № 244 «onderlinge duels» 13:30 uur (UTC+2) | Karl Aage Hansen 28', 59' Kaj Hansen 41' |       | 25', 47' (pen.) Olle Ålund 37' Gunnar Nordahl 87' Gunnar Gren | Københavns Idrætspark, Denemarken Toeschouwers: 39.000 Scheidsrechter: Thorleif Nordbø (NOR) |

|                                                                          |                                                                                     |       |                      |                                                                                     |
| 26 augustus Vriendschappelijk № 245 «onderlinge duels» 15:00 uur (UTC+1) | Zweden                                                                              | 7 – 2 | Finland              | Ullevi, Göteborg Toeschouwers: 18.542 Scheidsrechter: Reidar Randers Johansen (NOR) |
| 26 augustus Vriendschappelijk № 245 «onderlinge duels» 15:00 uur (UTC+1) | Arne Nyberg 3', 48' Gunnar Gren 8', 60', 77' Henry Karlsson 49' Karl Erik Grahn 80' |       | 26', 28' Erik Beijar | Ullevi, Göteborg Toeschouwers: 18.542 Scheidsrechter: Reidar Randers Johansen (NOR) |

|                                                                           |                                                                                  |       |                    |                                                                             |
| 30 september Vriendschappelijk № 246 «onderlinge duels» 14:00 uur (UTC+1) | Zweden                                                                           | 4 – 1 | Denemarken         | Råsundastadion, Solna Toeschouwers: 37.318 Scheidsrechter: Johan Alho (FIN) |
| 30 september Vriendschappelijk № 246 «onderlinge duels» 14:00 uur (UTC+1) | Gunnar Nordahl 26' Henry Karlsson 37' Jørn Jegsen 39' (e.d.) Stellan Nilsson 53' |       | 16' Gustaf Pålsson | Råsundastadion, Solna Toeschouwers: 37.318 Scheidsrechter: Johan Alho (FIN) |

|                                                                           |                  |       |                                                         |                                                                                      |
| 30 september Vriendschappelijk № 247 «onderlinge duels» 15:00 uur (UTC+2) | Finland          | 1 – 6 | Zweden                                                  | Olympisch Stadion, Helsinki Toeschouwers: 16.581 Scheidsrechter: Ludvig Jørkov (DEN) |
| 30 september Vriendschappelijk № 247 «onderlinge duels» 15:00 uur (UTC+2) | Yrjö Sotiola 25' |       | 36', 59', 81', 82', 88' Börje Tapper 49' Erik Holmqvist | Olympisch Stadion, Helsinki Toeschouwers: 16.581 Scheidsrechter: Ludvig Jørkov (DEN) |

|                                                                         | |        |           |                                                                                   |
| 21 oktober Vriendschappelijk № 248 «onderlinge duels» 14:00 uur (UTC+1) | Zweden | 10 – 0 | Noorwegen | Råsundastadion, Solna Toeschouwers: 29.674 Scheidsrechter: Valdemar Laursen (DEN) |
| 21 oktober Vriendschappelijk № 248 «onderlinge duels» 14:00 uur (UTC+1) | Vincent Persson 1' Gunnar Nordahl 12', 26', 82', 89' Nils Karlsson 31', 61' Arne Nyberg 48', 85' Gunnar Gren 73' |        |           | Råsundastadion, Solna Toeschouwers: 29.674 Scheidsrechter: Valdemar Laursen (DEN) |

|                                                                          |                                                 |       |        |                                                                                       |
| 25 november Vriendschappelijk № 249 «onderlinge duels» 14:45 uur (UTC+1) | Zwitserland                                     | 3 – 0 | Zweden | Stade des Charmilles, Genève Toeschouwers: 25.000 Scheidsrechter: George Reader (ENG) |
| 25 november Vriendschappelijk № 249 «onderlinge duels» 14:45 uur (UTC+1) | Lauro Amadò 25', 44' Hans-Peter Friedländer 76' |       |        | Stade des Charmilles, Genève Toeschouwers: 25.000 Scheidsrechter: George Reader (ENG) |

### 1946
|                                                                      |                                                                     |       |                 |                                                                                            |
| 23 juni Vriendschappelijk № 250 «onderlinge duels» 13:30 uur (UTC+2) | Denemarken                                                          | 3 – 1 | Zweden          | Københavns Idrætspark, Denemarken Toeschouwers: 38.000 Scheidsrechter: Oscar Carlsen (NOR) |
| 23 juni Vriendschappelijk № 250 «onderlinge duels» 13:30 uur (UTC+2) | Johannes Pløger 42' Jørgen Leschly Sørensen 87' Carl Aage Præst 90' |       | 58' Gunnar Gren | Københavns Idrætspark, Denemarken Toeschouwers: 38.000 Scheidsrechter: Oscar Carlsen (NOR) |

|                                                                     |                                                                              |       |                                   |                                                                                |
| 7 juli Vriendschappelijk № 194 «onderlinge duels» 18:00 uur (UTC+1) | Zweden                                                                       | 7 – 2 | Zwitserland                       | Råsundastadion, Solna Toeschouwers: 37.487 Scheidsrechter: George Reader (ENG) |
| 7 juli Vriendschappelijk № 194 «onderlinge duels» 18:00 uur (UTC+1) | Gunnar Gren 30', 55', 61', 79', 89' Stig Nyström 42' osef Courtat 66' (e.d.) |       | 7' Bernard Lanz 60' Josef Courtat | Råsundastadion, Solna Toeschouwers: 37.487 Scheidsrechter: George Reader (ENG) |

|                                                                           |           |                                                   |        |                                                                                 |
| 15 september Vriendschappelijk № 252 «onderlinge duels» 13:00 uur (UTC+1) | Noorwegen | 0 – 3                                             | Zweden | Ullevaalstadion, Oslo Toeschouwers: 35.321 Scheidsrechter: Aksel Asmussen (DEN) |
| 15 september Vriendschappelijk № 252 «onderlinge duels» 13:00 uur (UTC+1) |           | 33' Arne Nyberg 75' Gunnar Gren 84' Erik Karlsson |        | Ullevaalstadion, Oslo Toeschouwers: 35.321 Scheidsrechter: Aksel Asmussen (DEN) |

|                                                                           |         |                                                                                       |        |                                                                                                |
| 15 september Vriendschappelijk № 253 «onderlinge duels» 13:15 uur (UTC+2) | Finland | 0 – 7                                                                                 | Zweden | Olympisch Stadion, Helsinki Toeschouwers: 18.421 Scheidsrechter: Reidar Randers Johansen (NOR) |
| 15 september Vriendschappelijk № 253 «onderlinge duels» 13:15 uur (UTC+2) |         | 1', 49', 53' Gustaf Nilsson 36' Egon Jönsson 46' Bror Karlsson 60' (pen.) Kjell Rosén |        | Olympisch Stadion, Helsinki Toeschouwers: 18.421 Scheidsrechter: Reidar Randers Johansen (NOR) |

|                                                                        |                                                     |       |                                                                      |                                                                             |
| 6 oktober Vriendschappelijk № 254 «onderlinge duels» 15:00 uur (UTC+1) | Zweden                                              | 3 – 3 | Denemarken                                                           | Ullevi, Göteborg Toeschouwers: 29.954 Scheidsrechter: Einar Lundström (FIN) |
| 6 oktober Vriendschappelijk № 254 «onderlinge duels» 15:00 uur (UTC+1) | Gunnar Gren 12' Knut Nordahl 44' Gunnar Nordahl 79' |       | 70' Carl Aage Præst 75' Jørgen Leschly Sørensen 87' Karl Aage Hansen | Ullevi, Göteborg Toeschouwers: 29.954 Scheidsrechter: Einar Lundström (FIN) |

### 1947
|                                                                                 |                      |       |                                                               |                                                                                            |
| 15 juni Noords Kampioenschap 1937/47 № 255 «onderlinge duels» 13:30 uur (UTC+2) | Denemarken           | 1 – 4 | Zweden                                                        | Københavns Idrætspark, Denemarken Toeschouwers: 38.000 Scheidsrechter: George Reader (ENG) |
| 15 juni Noords Kampioenschap 1937/47 № 255 «onderlinge duels» 13:30 uur (UTC+2) | Karl Aage Hansen 57' |       | 7', 21' Gunnar Nordahl 30' Nils Liedholm 49' Lennart Lindskog | Københavns Idrætspark, Denemarken Toeschouwers: 38.000 Scheidsrechter: George Reader (ENG) |

| | |       |                             |                                                                                  |
| 26 juni Vriendschappelijk NFF 40-jarig jubileumtoernooi № 256 «onderlinge duels» 19:00 uur (UTC+1) | Zweden | 6 – 1 | Denemarken                  | Råsundastadion, Solna Toeschouwers: 37.500 Scheidsrechter: Kolbjørn Dæhlen (NOR) |
| 26 juni Vriendschappelijk NFF 40-jarig jubileumtoernooi № 256 «onderlinge duels» 19:00 uur (UTC+1) | Börje Leander 4' (pen.), pen.' Sune Andersson 25' Gunnar Nordahl 47' Stig Nyström 50' Malte Mårtensson 87' |       | 82' Jørgen Leschly Sørensen | Råsundastadion, Solna Toeschouwers: 37.500 Scheidsrechter: Kolbjørn Dæhlen (NOR) |

| |                     |       |                                                    |                                                                            |
| 28 juni Vriendschappelijk NFF 40-jarig jubileumtoernooi № 257 «onderlinge duels» 19:00 uur (UTC+2) | Noorwegen           | 1 – 5 | Zweden                                             | Olympia, Helsingborg Toeschouwers: 24.407 Scheidsrechter: Johan Alho (FIN) |
| 28 juni Vriendschappelijk NFF 40-jarig jubileumtoernooi № 257 «onderlinge duels» 19:00 uur (UTC+2) | Knut Brynildsen 17' |       | 18', 56', 59', 85' Gunnar Nordahl 86' Sven Persson | Olympia, Helsingborg Toeschouwers: 24.407 Scheidsrechter: Johan Alho (FIN) |

|                                                                                     |                                                                                                |       |         |                                                                            |
| 24 augustus Noords Kampioenschap 1937/47 № 258 «onderlinge duels» 13:30 uur (UTC+1) | Zweden                                                                                         | 7 – 0 | Finland | Ryavallen, Borås Toeschouwers: 20.500 Scheidsrechter: Aksel Asmussen (DEN) |
| 24 augustus Noords Kampioenschap 1937/47 № 258 «onderlinge duels» 13:30 uur (UTC+1) | Nils Liedholm 4', 52' Gunnar Nordahl 5', 30', 40' Gunnar Gren 9' (pen.) Leo Turunen 78' (e.d.) |       |         | Ryavallen, Borås Toeschouwers: 20.500 Scheidsrechter: Aksel Asmussen (DEN) |

|                                                                           | |       |                                          |                                                                                   |
| 14 september Vriendschappelijk № 259 «onderlinge duels» 15:00 uur (UTC+1) | Zweden                                                                                                | 5 – 4 | Polen                                    | Råsundastadion, Solna Toeschouwers: 36.000 Scheidsrechter: Valdemar Laursen (DEN) |
| 14 september Vriendschappelijk № 259 «onderlinge duels» 15:00 uur (UTC+1) | Gunnar Nordahl 15', 56' Stig Nyström 18' Börje Tapper 40' Nils Liedholm 65' Mieczysław Gracz 75', 86' |       | 14' Gerard Cieślik 24' Tadeusz Hogendorf | Råsundastadion, Solna Toeschouwers: 36.000 Scheidsrechter: Valdemar Laursen (DEN) |

|                                                                                   |                                                          |       |                    |                                                                                |
| 5 oktober Noords Kampioenschap 1937/47 № 260 «onderlinge duels» 15:00 uur (UTC+1) | Zweden                                                   | 4 – 1 | Noorwegen          | Råsundastadion, Solna Toeschouwers: 36.134 Scheidsrechter: George Reader (ENG) |
| 5 oktober Noords Kampioenschap 1937/47 № 260 «onderlinge duels» 15:00 uur (UTC+1) | Nils Liedholm 9' Gunnar Nordahl 15', 70' Gunnar Gren 71' |       | 41' Reidar Kvammen | Råsundastadion, Solna Toeschouwers: 36.134 Scheidsrechter: George Reader (ENG) |

### 1948
|                                                                        |                                                      |       |                                           |                                                                         |
| 19 november Vriendschappelijk № 261 «onderlinge duels» 14:30 uur (UTC) | Engeland                                             | 4 – 2 | Zweden                                    | Highbury, Londen Toeschouwers: 44.282 Scheidsrechter: Willie Webb (SCO) |
| 19 november Vriendschappelijk № 261 «onderlinge duels» 14:30 uur (UTC) | Stan Mortensen 15', 35', 86' Tommy Lawton 18' (pen.) |       | 22' Gunnar Nordahl 68' (pen.) Gunnar Gren | Highbury, Londen Toeschouwers: 44.282 Scheidsrechter: Willie Webb (SCO) |

|                                                                     |                 |       |        |                                                                                         |
| 9 juni Vriendschappelijk № 262 «onderlinge duels» 19:00 uur (UTC+1) | Nederland       | 1 – 0 | Zweden | Olympisch Stadion, Amsterdam Toeschouwers: 62.000 Scheidsrechter: Antoine Jorssen (BEL) |
| 9 juni Vriendschappelijk № 262 «onderlinge duels» 19:00 uur (UTC+1) | Faas Wilkes 11' |       |        | Olympisch Stadion, Amsterdam Toeschouwers: 62.000 Scheidsrechter: Antoine Jorssen (BEL) |

|                                                                      |                                        |       |                       |                                                                               |
| 11 juli Vriendschappelijk № 263 «onderlinge duels» 18:00 uur (UTC+1) | Zweden                                 | 3 – 2 | Oostenrijk            | Råsundastadion, Solna Toeschouwers: 37.000 Scheidsrechter: Ernst Hansen (DEN) |
| 11 juli Vriendschappelijk № 263 «onderlinge duels» 18:00 uur (UTC+1) | Nils Liedholm 20' Gunnar Gren 32', 80' |       | 4', 65' Erich Habitzl | Råsundastadion, Solna Toeschouwers: 37.000 Scheidsrechter: Ernst Hansen (DEN) |

| Olympische Spelen 1948 |
| ---------------------- |

|                                                                                      |            |                                       |        |                                                                                |
| 2 augustus Olympische Spelen Eerste ronde № 264 «onderlinge duels» 18:30 uur (UTC+1) | Oostenrijk | 0 – 3                                 | Zweden | White Hart Lane, Londen Toeschouwers: 9.514 Scheidsrechter: William Ling (ENG) |
| 2 augustus Olympische Spelen Eerste ronde № 264 «onderlinge duels» 18:30 uur (UTC+1) |            | 1', 9' Gunnar Nordahl 67' Kjell Rosén |        | White Hart Lane, Londen Toeschouwers: 9.514 Scheidsrechter: William Ling (ENG) |

|                                                                                     | |        |            |                                                                                  |
| 5 augustus Olympische Spelen Kwartfinale № 265 «onderlinge duels» 18:30 uur (UTC+1) | Zweden | 12 – 0 | Zuid-Korea | Selhurst Park, Londen Toeschouwers: 7.110 Scheidsrechter: Giuseppe Carpani (ITA) |
| 5 augustus Olympische Spelen Kwartfinale № 265 «onderlinge duels» 18:30 uur (UTC+1) | Nils Liedholm 11', 62' Gunnar Nordahl 25', 40', 78', 80' Gunnar Gren 27' Henry Karlsson 61', 64', 82' Kjell Rosén 72', 85' |        |            | Selhurst Park, Londen Toeschouwers: 7.110 Scheidsrechter: Giuseppe Carpani (ITA) |

|                                                                                       |                                   |       |                                              | |
| 10 augustus Olympische Spelen Halve finale № 266 «onderlinge duels» 18:30 uur (UTC+1) | Denemarken                        | 2 – 4 | Zweden                                       | British Empire Exhibition Stadium, Londen Toeschouwers: 20.000 Scheidsrechter: Stanley Boardman (ENG) |
| 10 augustus Olympische Spelen Halve finale № 266 «onderlinge duels» 18:30 uur (UTC+1) | Holger Seebach 3' John Hansen 77' |       | 18', 44' Henry Karlsson 30', 37' Kjell Rosén | British Empire Exhibition Stadium, Londen Toeschouwers: 20.000 Scheidsrechter: Stanley Boardman (ENG) |

|                                                                                 |                                                |       |                   |                                                                                                   |
| 13 augustus Olympische Spelen Finale № 267 «onderlinge duels» 18:30 uur (UTC+1) | Zweden                                         | 3 – 1 | Joegoslavië       | British Empire Exhibition Stadium, Londen Toeschouwers: 60.000 Scheidsrechter: William Ling (ENG) |
| 13 augustus Olympische Spelen Finale № 267 «onderlinge duels» 18:30 uur (UTC+1) | Gunnar Gren 24', 67' (pen.) Gunnar Nordahl 48' |       | 42' Stjepan Bobek | British Empire Exhibition Stadium, Londen Toeschouwers: 60.000 Scheidsrechter: William Ling (ENG) |

|  |  |  |  |  |  |  |  |  |

|                                                                                      |                                                       |       |                                        |                                                                                 |
| 19 september Noords Kampioenschap 1948/51 № 268 «onderlinge duels» 13:15 uur (UTC+1) | Noorwegen                                             | 3 – 5 | Zweden                                 | Ullevaalstadion, Oslo Toeschouwers: 35.306 Scheidsrechter: Aksel Asmussen (DEN) |
| 19 september Noords Kampioenschap 1948/51 № 268 «onderlinge duels» 13:15 uur (UTC+1) | Gunnar Dahlen 11' Gunnar Thoresen 33' Jann Sørdal 84' |       | 24', 44', 62', 64', 80' Gunnar Nordahl | Ullevaalstadion, Oslo Toeschouwers: 35.306 Scheidsrechter: Aksel Asmussen (DEN) |

|                                                                                      |                                          |       |                                       |                                                                               |
| 19 september Noords Kampioenschap 1948/51 № 269 «onderlinge duels» 14:00 uur (UTC+2) | Finland                                  | 2 – 2 | Zweden                                | Olympia, Helsingborg Toeschouwers: 15.407 Scheidsrechter: Ludvig Jørkov (DEN) |
| 19 september Noords Kampioenschap 1948/51 № 269 «onderlinge duels» 14:00 uur (UTC+2) | Kalevi Lehtovirta 37' Aulis Rytkönen 43' |       | 36' Börje Tapper 70' Sture Mårtensson | Olympia, Helsingborg Toeschouwers: 15.407 Scheidsrechter: Ludvig Jørkov (DEN) |

|                                                                                    |                   |       |            |                                                                                |
| 10 oktober Noords Kampioenschap 1948/51 № 270 «onderlinge duels» 15:00 uur (UTC+1) | Zweden            | 1 – 0 | Denemarken | Råsundastadion, Solna Toeschouwers: 37.801 Scheidsrechter: George Reader (ENG) |
| 10 oktober Noords Kampioenschap 1948/51 № 270 «onderlinge duels» 15:00 uur (UTC+1) | Nils Liedholm 23' |       |            | Råsundastadion, Solna Toeschouwers: 37.801 Scheidsrechter: George Reader (ENG) |

|                                                                          |                                      |       |                        |                                                                                  |
| 14 november Vriendschappelijk № 271 «onderlinge duels» 14:00 uur (UTC+1) | Oostenrijk                           | 2 – 1 | Zweden                 | Praterstadion, Wenen Toeschouwers: 60.000 Scheidsrechter: Giovanni Galeati (ITA) |
| 14 november Vriendschappelijk № 271 «onderlinge duels» 14:00 uur (UTC+1) | Theodor Wagner 36' Erich Habitzl 83' |       | 88' (pen.) Gunnar Gren | Praterstadion, Wenen Toeschouwers: 60.000 Scheidsrechter: Giovanni Galeati (ITA) |

### 1949
|                                                                     |                                                       |       |                |                                                                                   |
| 13 mei Vriendschappelijk № 272 «onderlinge duels» 18:00 uur (UTC+1) | Zweden                                                | 3 – 1 | Engeland       | Råsundastadion, Solna Toeschouwers: 37.500 Scheidsrechter: Giovanni Galeati (ITA) |
| 13 mei Vriendschappelijk № 272 «onderlinge duels» 18:00 uur (UTC+1) | Henry Karlsson 3' Hasse Jeppson 36' Egon Johnsson 39' |       | 67' Tom Finney | Råsundastadion, Solna Toeschouwers: 37.500 Scheidsrechter: Giovanni Galeati (ITA) |

|                                                                        |                                                               |       |               |                                                                              |
| 2 juni WK 1950 kwalificatie № 273 «onderlinge duels» 18:00 uur (UTC+1) | Zweden                                                        | 3 – 1 | Ierland       | Råsundastadion, Solna Toeschouwers: 36.200 Scheidsrechter: Louis Baert (BEL) |
| 2 juni WK 1950 kwalificatie № 273 «onderlinge duels» 18:00 uur (UTC+1) | Sune Andersson 18' (pen.) Hasse Jeppson 38' Nils Liedholm 69' |       | 9' Davy Walsh | Råsundastadion, Solna Toeschouwers: 36.200 Scheidsrechter: Louis Baert (BEL) |

|                                                                      |                                   |       |                                    |                                                                                     |
| 19 juni Vriendschappelijk № 274 «onderlinge duels» 18:00 uur (UTC+1) | Zweden                            | 2 – 2 | Hongarije                          | Råsundastadion, Solna Toeschouwers: 37.781 Scheidsrechter: Karel van der Meer (NED) |
| 19 juni Vriendschappelijk № 274 «onderlinge duels» 18:00 uur (UTC+1) | Hasse Jeppson 80' Gunnar Gren 86' |       | 26' László Budai 48' Sándor Kocsis | Råsundastadion, Solna Toeschouwers: 37.781 Scheidsrechter: Karel van der Meer (NED) |

|                                                                                   |                                                           |       |                                        |                                                                                   |
| 2 oktober Noords Kampioenschap 1948/51 № 275 «onderlinge duels» 15:00 uur (UTC+1) | Zweden                                                    | 3 – 3 | Noorwegen                              | Råsundastadion, Solna Toeschouwers: 37.750 Scheidsrechter: Valdemar Laursen (DEN) |
| 2 oktober Noords Kampioenschap 1948/51 № 275 «onderlinge duels» 15:00 uur (UTC+1) | Lennart Lindskog 60' Hasse Jeppson 76' Karl Simonsson 79' |       | 1', 89' Per Bredesen 75' Harald Hennum | Råsundastadion, Solna Toeschouwers: 37.750 Scheidsrechter: Valdemar Laursen (DEN) |

|                                                                                   |                                                                                               |       |                  |                                                                                    |
| 2 oktober Noords Kampioenschap 1948/51 № 276 «onderlinge duels» 13:30 uur (UTC+1) | Zweden                                                                                        | 8 – 1 | Finland          | Malmö Idrottsplats, Malmö Toeschouwers: 18.247 Scheidsrechter: Ludvig Jørkov (DEN) |
| 2 oktober Noords Kampioenschap 1948/51 № 276 «onderlinge duels» 13:30 uur (UTC+1) | Egon Jönsson 7', 9', 17' Ingvar Rydell 24', 75', 83' Kalle Palmér 41' Karl Erik Jakobsson 89' |       | 4' Jorma Vaihela | Malmö Idrottsplats, Malmö Toeschouwers: 18.247 Scheidsrechter: Ludvig Jørkov (DEN) |

|                                                                                    |                                                                     |       |                                     |                                                                                         |
| 23 oktober Noords Kampioenschap 1948/51 № 277 «onderlinge duels» 13:00 uur (UTC+1) | Denemarken                                                          | 3 – 2 | Zweden                              | Københavns Idrætspark, Denemarken Toeschouwers: 41.000 Scheidsrechter: Johan Alho (FIN) |
| 23 oktober Noords Kampioenschap 1948/51 № 277 «onderlinge duels» 13:00 uur (UTC+1) | Claes Petersen 62' Jørgen Wagner Hansen 65' Edvin Hansen 85' (pen.) |       | 28' Hasse Jeppson 75' Bror Mellberg | Københavns Idrætspark, Denemarken Toeschouwers: 41.000 Scheidsrechter: Johan Alho (FIN) |

|                                                                           |                       |       |                           |                                                                                |
| 13 november WK 1950 kwalificatie № 278 «onderlinge duels» 14:30 uur (UTC) | Ierland               | 1 – 3 | Zweden                    | Dalymount Park, Dublin Toeschouwers: 41.031 Scheidsrechter: William Ling (ENG) |
| 13 november WK 1950 kwalificatie № 278 «onderlinge duels» 14:30 uur (UTC) | Con Martin 59' (pen.) |       | 4', 40', 68' Kalle Palmér | Dalymount Park, Dublin Toeschouwers: 41.031 Scheidsrechter: William Ling (ENG) |

|                                                                          |                                                                           |       |        |                                                                                      |
| 20 november Vriendschappelijk № 279 «onderlinge duels» 13:30 uur (UTC+1) | Hongarije                                                                 | 5 – 0 | Zweden | Megyeri úti stadion, Újpest Toeschouwers: 46.000 Scheidsrechter: George Reader (ENG) |
| 20 november Vriendschappelijk № 279 «onderlinge duels» 13:30 uur (UTC+1) | Sándor Kocsis 9', 56' Ferenc Puskás 24' Sándor Kocsis 49' Ferenc Deák 70' |       |        | Megyeri úti stadion, Újpest Toeschouwers: 46.000 Scheidsrechter: George Reader (ENG) |

Albanië · België · Bulgarije · Denemarken · Duitsland · Engeland · Estland · Finland · Frankrijk · Griekenland · Hongarije · Ierland · IJsland · Israël · Italië · Joegoslavië · Kroatië · Letland · Litouwen · Luxemburg · Nederland · Noord-Ierland · Noorwegen · Oostenrijk · Polen · Portugal · Roemenië · Schotland · Slowakije · Spanje · Tsjecho-Slowakije · Turkije · Wales · Zweden · Zwitserland
SvFF · A-internationals · Selecties · Bondscoaches · Zweeds vrouwenelftal · Olympisch elftal · Zweden U21 · Zweden U20 · Zweden U19 · Zweden U18 · Zweden U17 · Zweden U16 · Vrouwen U17
1908 – 1919 ·
1920 – 1929 ·
1930 – 1939 ·
1940 – 1949 ·
1950 – 1959 ·
1960 – 1969 ·
1970 – 1979 ·
1980 – 1989 ·
1990 – 1999 ·
2000 – 2009 ·
2010 – 2019 ·
2020 − 2029
EK 1960 · 
EK 1964 · 
EK 1968 · 
EK 1972 · 
EK 1976 · 
EK 1980 · 
EK 1984 · 
EK 1988 · 
EK 1992 ·
EK 1996 · 
EK 2000 ·
EK 2004 ·
EK 2008 ·
EK 2012 · 
EK 2016 · 
EK 2020
WK 1930 · 
WK 1934 ·
WK 1938 ·
WK 1950 ·
WK 1954 · 
WK 1958 ·
WK 1962 · 
WK 1966 · 
WK 1970 ·
WK 1974 ·
WK 1978 ·
WK 1982 · 
WK 1986 · 
WK 1990 ·
WK 1994 ·
WK 1998 · 
WK 2002 ·
WK 2006 ·
WK 2010 · 
WK 2014 · 
WK 2018
OS 1908 · 
OS 1912 · 
OS 1920 · 
OS 1924 · 
OS 1928 · 
OS 1932 · 
OS 1936 · 
OS 1948 · 
OS 1952 · 
OS 1956 · 
OS 1964 · 
OS 1968 · 
OS 1972 · 
OS 1976 · 
OS 1980 · 
OS 1984 · 
OS 1988 · 
OS 1992 · 
OS 1996 · 
OS 2000 · 
OS 2004 · 
OS 2008 · 
OS 2012 · 
OS 2016
1908 · 
1909 · 
1910 · 
1911 · 
1912 · 
1913 · 
1914 · 
1915 · 
1916 · 
1917 · 
1918 · 
1919 · 
1920 · 
1921 · 
1922 · 
1923 · 
1924 · 
1925 · 
1926 · 
1927 · 
1928 · 
1929 · 
1930 · 
1931 · 
1932 · 
1933 · 
1934 · 
1935 · 
1936 · 
1937 · 
1938 · 
1939 · 
1940 ·
1941 ·
1942 ·
1943 ·
1944  ·
1945 · 
1946 · 
1947 · 
1948 · 
1949 · 
1950 · 
1952 · 
1952 · 
1953 · 
1954 · 
1955 · 
1956 · 
1957 · 
1958 · 
1959 ·
1960 · 
1961 · 
1962 · 
1963 · 
1964 · 
1965 · 
1966 · 
1967 · 
1968 · 
1969 ·
1970 · 
1971 · 
1972 · 
1973 · 
1974 · 
1975 · 
1976 · 
1977 · 
1978 · 
1979 ·
1980 · 
1981 · 
1982 · 
1983 · 
1984 · 
1985 · 
1986 · 
1987 · 
1988 · 
1989 · 
1990 · 
1991 · 
1992 · 
1993 · 
1994 · 
1995 · 
1996 · 
1997 · 
1998 · 
1999 · 
2000 · 
2001 · 
2002 · 
2003 · 
2004 · 
2005 · 
2006 · 
2007 · 
2008 · 
2009 · 
2010 · 
2011 · 
2012 · 
2013 · 
2014 · 
2015 · 
2016 · 
2017 · 
2018 ·
2019 ·
2020 ·
2021
Albanië ·
Algerije ·
Argentinië ·
Armenië ·
Australië ·
Azerbeidzjan ·
Bahrein ·
Barbados ·
België ·
Bosnië en Herzegovina ·
Botswana ·
Brazilië ·
Bulgarije ·
Chili ·
China ·
Colombia ·
Costa Rica ·
Cuba ·
Cyprus ·
DDR ·
Denemarken ·
Duitsland ·
Ecuador ·
Egypte ·
Engeland ·
Estland ·
Faeröer ·
Finland ·
Frankrijk ·
Georgië ·
Griekenland ·
Hongarije ·
Ierland ·
IJsland ·
Iran ·
Israël ·
Italië ·
Ivoorkust ·
Jamaica ·
Japan ·
Joegoslavië ·
Jordanië ·
Kameroen ·
Kazachstan ·
Kosovo ·
Kroatië ·
Letland ·
Liechtenstein ·
Litouwen ·
Luxemburg ·
Maleisië ·
Malta ·
Mexico ·
Moldavië ·
Montenegro ·
Nederland ·
Nieuw-Zeeland ·
Nigeria ·
Noord-Ierland ·
Noord-Korea ·
Noord-Macedonië ·
Noorwegen ·
Oekraïne ·
Oezbekistan ·
Oman ·
Oostenrijk ·
Paraguay ·
Peru ·
Polen ·
Portugal ·
Qatar ·
Roemenië ·
Rusland ·
San Marino ·
Saoedi-Arabië ·
Schotland ·
Senegal ·
Servië ·
Singapore ·
Slovenië ·
Slowakije ·
Sovjet-Unie ·
Spanje ·
Syrië ·
Thailand ·
Trinidad en Tobago ·
Tsjechië ·
Tsjecho-Slowakije ·
Tunesië ·
Turkije ·
Uruguay ·
Venezuela ·
Verenigde Arabische Emiraten ·
Verenigde Staten ·
Verenigd Koninkrijk ·
Wales ·
Wit-Rusland ·
Zuid-Afrika ·
Zuid-Korea ·
Zwitserland
Brazilië (1958) ·
Duitsland (2006) ·
Duitsland (2018) ·
Engeland (2006) ·
Engeland (2012) ·
Engeland (2018) ·
Frankrijk (2012) ·
Griekenland (2008) ·
Ierland (2016) ·
Italië (2016) ·
Mexico (2018) ·
Oekraïne (2012) ·
Oekraïne (2021) ·
Paraguay (2006) ·
Polen (2021) ·
Rusland (2008) ·
Slowakije (2021) ·
Spanje (2008) ·
Spanje (2021) ·
Trinidad en Tobago (2006) ·
Zuid-Korea (2018) ·
Zwitserland (2018)